# Patiluban Mudik
Patiluban Mudik is een bestuurslaag in het regentschap Mandailing Natal van de provincie Noord-Sumatra, Indonesië. Patiluban Mudik telt 657 inwoners (volkstelling 2010).